# Acanthurus tennentii
Acanthurus tennentii là một loài cá biển thuộc họ Cá đuôi gai, có chiều dài tối đa 31 cm (12 in). Nó được tìm thấy ở vùng biển nhiệt đới và cận nhiệt đới tại Ấn Độ Dương - Thái Bình Dương.

## Miêu tả
Acanthurus tennentii là một loài cá hình bầu dục với chiều dài tối đa là 31 cm (12 in), mặc dù chiều dài điển hình hơn là 25 cm (10 in). Da của loài cá này thường có màu cam be, nâu ôliu hoặc xám, nhưng có thể chuyển sang màu nâu sẫm đỏ ửng với màu đỏ hoặc tím khi bị căng thẳng. Một đường tối chạy dọc theo gốc vây lưng với một đường tương tự ở gốc vây hậu môn. Có hai vệt tối phía sau mắt, và các vảy giống như dao mổ lồi ra từ cuống đuôi có màu đen và được bao quanh bởi một đốm đen lớn với đường viền màu xanh. Cả vây lưng và vây hậu môn đều dài, kéo dài đến tận cuống đuôi. Vây đuôi có hình lưỡi liềm, nó phát triển dài hơn khi cá già đi. Một dải màu trắng xanh bao quanh nó.

## Phạm vi phân bố và môi trường sống
Loài này có sự phân bố tại vùng biển nhiệt đới và cận nhiệt đới tại Ấn Độ Dương – Thái Bình Dương; phạm vi sinh sống của nó kéo dài từ Đông Phi và Madagascar đến miền nam Ấn Độ, Sri Lanka, Malaysia, Thái Lan và Indonesia. Nó sống trên đá và rạn san hô, trên các rạn san hô và trong các kênh giữa các rạn san hô, ở độ sâu xuống khoảng 35 m (115 ft).

## Sinh thái
Acanthurus tennentii ăn các loài tảo phát triển dưới đáy biển và mạt vụn, cũng như màng tảo mọc trên cát và các chất nền khác. Việc sinh sản liên quan đến việc giải phóng tinh trùng và trứng xuống biển. Cá con sống ngoài biển và trở lại hệ sinh thái rạn san hô khoảng bảy tuần sau đó. Lúc đầu, chúng có thể có màu đen hoặc vàng với vòng mắt đen, nhưng sau đó chúng giống với cá trưởng thành, ngoài các vết đen phía sau mắt, ở một giai đoạn phát triển ở tuổi vị thành niên có hình móng ngựa. Loài cá này ăn ngoài trời vào ban ngày, thường trong các nhóm nhỏ với cá vẹt và các loài khác.

## Bị đe dọa và tình trạng bảo tồn
Đây là một loài cá phổ biến trong phần lớn phạm vi sống của nó. Nó đôi khi bị đánh bắt để con người tiêu dùng. Môi trường sống của nó dễ bị phá hủy, nhưng hiện tại một số cá thể của loài này đang được bảo vệ. Liên minh Bảo tồn Thiên nhiên Quốc tế đã đánh giá tình trạng bảo tồn của loài này là "ít quan tâm".

## Hình ảnh

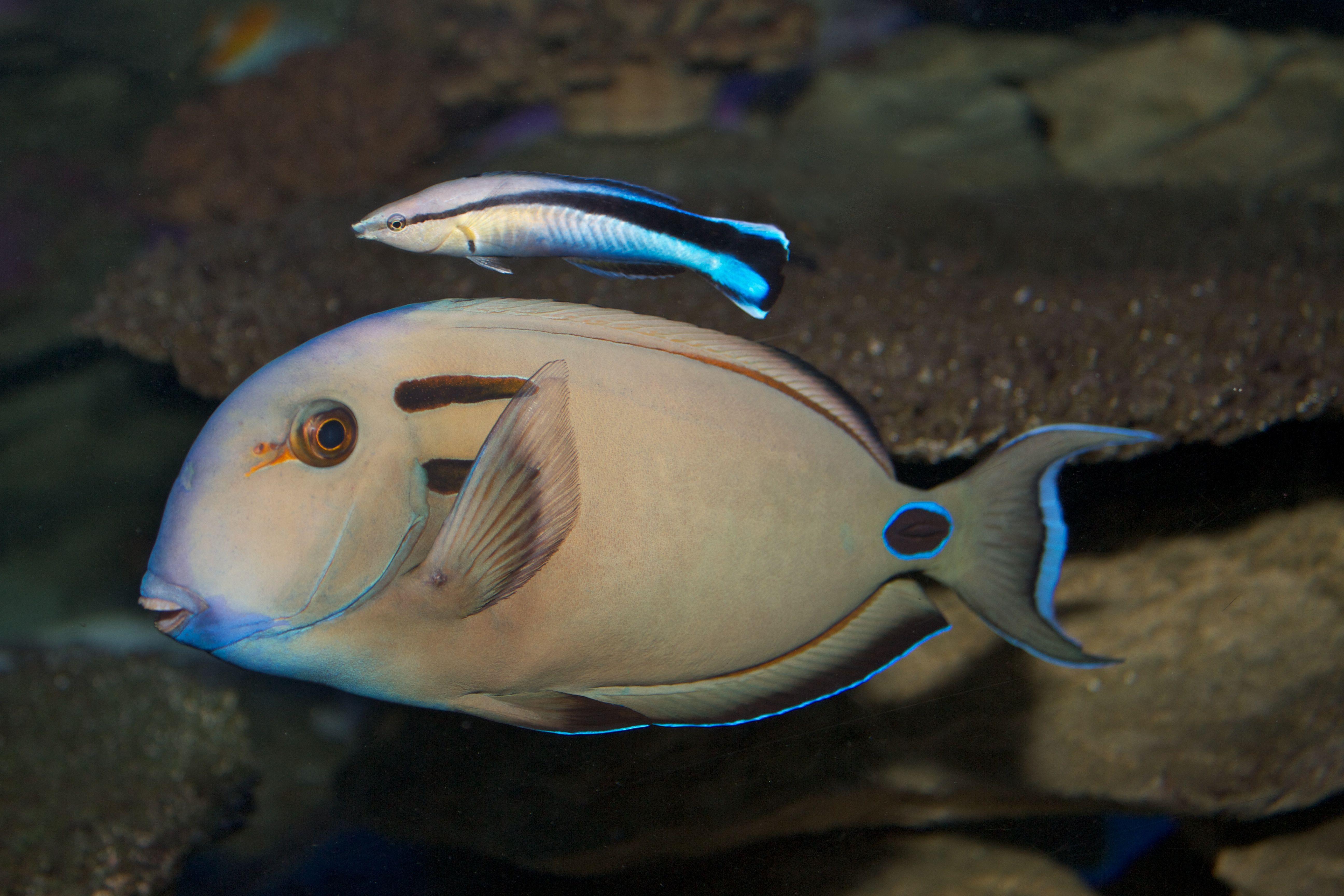
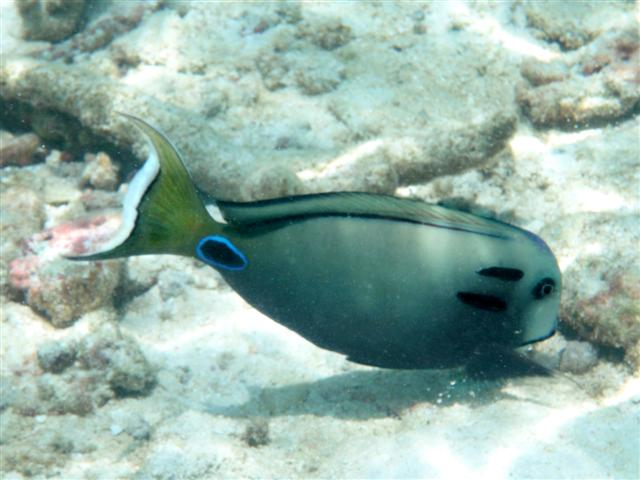
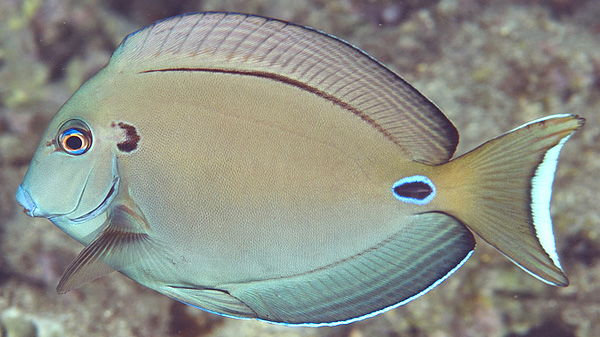
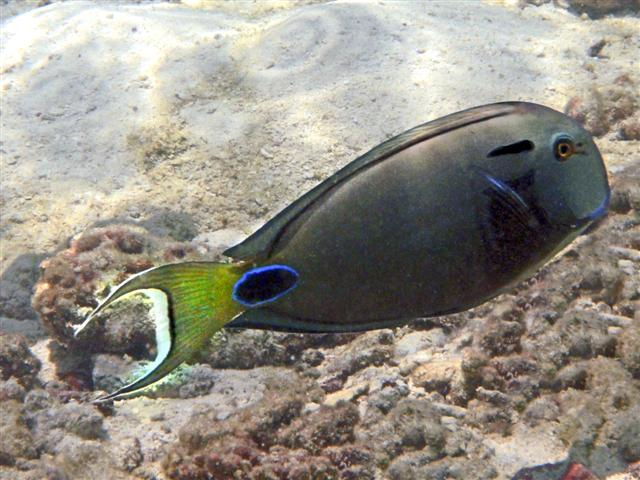